# Piazza Sant'Antonio (Sassari)

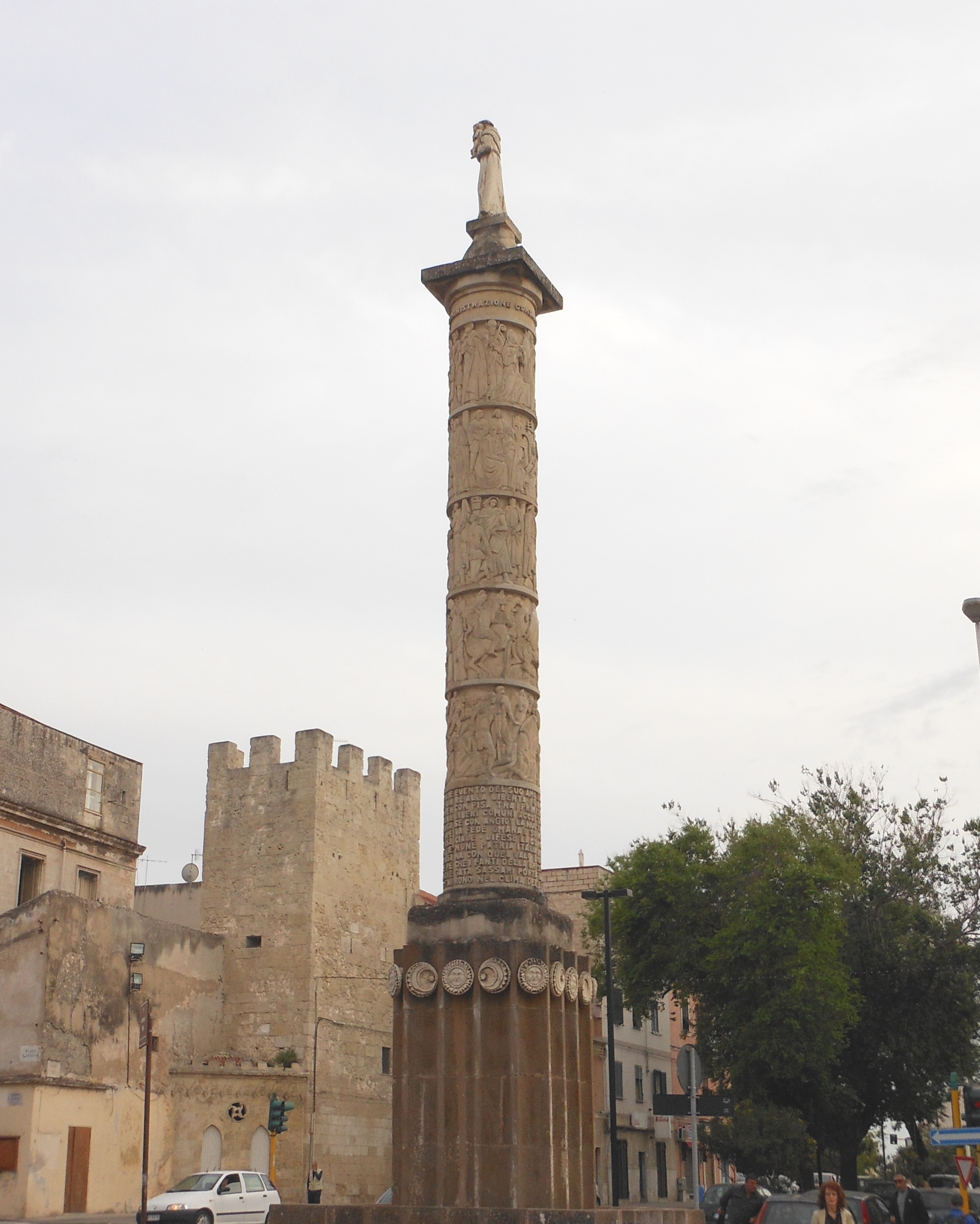
La colonna di Piazza Sant'Antonio

Piazza Sant'Antonio è una delle piazze storiche di Sassari, corrispondente alla zona ottenuta distruggendo nel 1866 l'antica porta Sant'Antonio e il complesso di mura. In origine la porta era chiamata Porta Santu Flasiu, poiché nelle vicinanze sorgeva l'antica chiesa di San Biagio, demolita nel 1926 per fare passare la ferrovia. Venne creata demolendo un complesso di case costruite ridosso la porta. La denominazione attuale deriva dalla vicina chiesa di Sant'Antonio Abate. In questa piazza troviamo la monumentale colonna del 1954 di Eugenio Tavolara, che riassume con bassorilievi la storia della città.La facciata dell'ex Hotel Turritana, oramai abbandonato, è stata utilizzata dall'artista di strada Ericailcane per la realizzazione di un murale nel 2015. In piazza Sant'Antonio termina il Corso Vittorio Emanuele II. 